# Implex
Implex – metodyka wdrażania zintegrowanego systemu informatycznego Movex szwedzkiej firmy Intentia. Obejmuje następujące etapy prac: zdefiniowanie projektu, modelowanie procesów gospodarczych, konfigurowanie systemu, działania wdrożeniowe i eksploatacja systemu. 